# Camilla i Rebecca Rosso

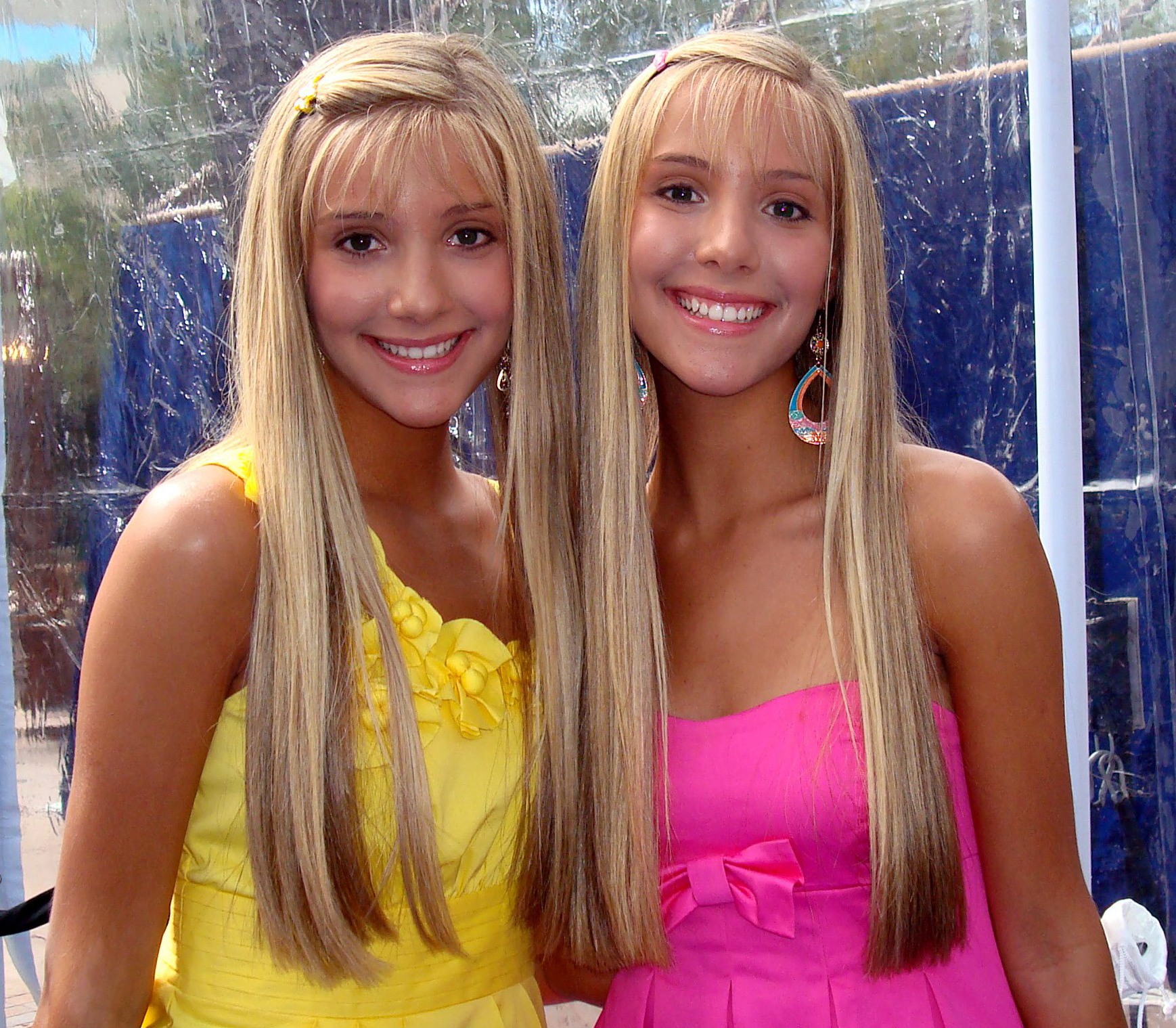
Camilla i Rebecca razem w marcu 2009

Camilla i Rebecca Rosso – amerykańskie bliźniaczki – aktorki.

## Kariera
Dzięki castingowi bliźniaczki po raz pierwszy w 2006 wystąpiły w Nie ma to jak hotel jako Jessica i Janice Ellis, dziewczyny Zacka i Cody'ego w 7 odcinkach tego serialu. Dzięki serialowi wystąpiły w roli głównej w filmie Legalne blondynki jako Annie i Izzy oraz wystąpiły w pilocie serialu Suburban Legends. Następnie w marcu 2010 dziewczyny wystąpiły w Suite Life: Nie ma to jak statek, kontynuacji Nie ma to jak hotel. Camilla i Rebecca w 2011 mają wystąpić w filmie Legalne blondynki 2.

## Życie osobiste
Bliźniaczki mieszkają w Malibu wraz z mamą, tatą i trzema siostrami: Georginą (też aktorką), Lolą i Biancą Rosso. Mają też psa Aika.

## Filmografia
| Rok       | Tytuł                            | Rola grana przez Camillę | Rola grana przez Rebeccę | Notka            |
| --------- | -------------------------------- | ------------------------ | ------------------------ | ---------------- |
| 2006–2007 | Nie ma to jak hotel              | Jesicca Ellis            | Janice Ellis             | 7 odcinków       |
| 2009      | Suburban Legends                 | ?                        | ?                        | Pilotowy odcinek |
| 2009      | Legalne blondynki                | Isabelle „Izzy” Woods    | Annabelle „Annie” Woods  | Główna rola      |
| 2010      | Suite Life: Nie ma to jak statek | Jesicca Ellis            | Janice Ellis             | 1 odcinek        |
| 2010      | My Ugly Duckling                 | Katlin                   | Kelly                    |                  |
| 2011      | Legalne blondynki 2              | Isabelle „Izzy” Woods    | Annabelle „Annie” Woods  | Główna rola      |